# Castro Marim
Castro Marim est une municipalité (en portugais : concelho ou município) du Portugal, située dans le district de Faro et la région de l'Algarve.
S'adossant à une hauteur qui domine la basse plaine marécageuse du Guadiana, près de son embouchure dans le golfe de Cadix, Castro Marim occupe une position forte, face à la ville espagnole d'Ayamonte.
Les marais sont classés comme réserve naturelle de Castro Marim.

## Histoire
La cité existait déjà à l'époque romaine. Elle devint, en 1321, lors de la dissolution de l'ordre des Templiers au Portugal, le siège des Chevaliers du Christ, avant son transfert à Tomar en 1334. Les ruines de son château fort en grès rouge, démoli par le tremblement de terre de 1755, s'élèvent au nord de la localité, alors que les vestiges du fort de Saint-Sébastien (XVIIe siècle) couronnent une colline au sud.
- Château de Castro Marim
- Fort de São Sebastião de Castro Marim

## Géographie
Castro Marim est limitrophe :
- au nord et à l'ouest, d'Alcoutim,
- à l'est, de l'Espagne,
- au sud, de Vila Real de Santo António (fraction principale) et de l'océan Atlantique,
- au sud-ouest, de la paroisse de Vila Nova de Cacela (fraction de la municipalité de Vila Real de Santo António, séparée du reste de la municipalité),
- à l'ouest, de Tavira.

## Démographie
| 1801  | 1849  | 1900  | 1930  | 1960  | 1981  | 1991  | 2001  | 2004  |
| ----- | ----- | ----- | ----- | ----- | ----- | ----- | ----- | ----- |
| 5 020 | 4 874 | 8 308 | 9 402 | 9 992 | 7 297 | 6 803 | 6 593 | 6 495 |

| 2011  | - | - | - | - | - | - | - | - |
| ----- | - | - | - | - | - | - | - | - |
| 6 747 | - | - | - | - | - | - | - | - |

## Subdivisions
La municipalité de Castro Marim groupe 4 paroisses (en portugais : freguesias) :
- Altura
- Azinhal
- Castro Marim
- Odeleite

## Anecdote
Castro Marim est la ville de naissance de Lúzia Gomes Gonçalves, la mère du célèbre guitariste de flamenco Paco de Lucía qui a donné en son honneur le nom de Castro Marín (en espagnol) à l'un de ses albums et au thème éponyme en 1981.